# Mulyojati
Mulyojati is een bestuurslaag in het regentschap Metro van de provincie Lampung, Indonesië. Mulyojati telt 8035 inwoners (volkstelling 2010).